# Plutonaster bifrons
Plutonaster bifrons är en sjöstjärneart som först beskrevs av Wyville Thomson 1873.  Plutonaster bifrons ingår i släktet Plutonaster och familjen kamsjöstjärnor. Inga underarter finns listade i Catalogue of Life.